# Alchemilla porrectidens
Alchemilla porrectidens é uma espécie de rosácea do gênero Alchemilla, pertencente à família Rosaceae.